# Ned Liddle
Edward Liddle, detto Ned (Sunderland, 27 maggio 1878 – Londra, 22 novembre 1968), è stato un calciatore e allenatore di calcio inglese, di ruolo ala.

## Carriera

### Giocatore
Inizia la propria carriera da professionista vestendo la maglia del Whitburn di Durham e del Seaham White Star. Dopo tre parentesi annuali a Sunderland, Southampton e Gainsborough Trinity, si trasferisce al Clapton Orient, con cui totalizza 200 presenze in 6 stagioni. Dopo un anno al Southend Utd, si accasa all'Arsenal, con cui debutta il 2 aprile 1915, in un match contro l'Hull City. Tuttavia, il giocatore ebbe sporadiche occasioni di scendere in campo e trascorse la maggior parte della propria militanza ai Gunners giocando per la squadra delle riserve fino al proprio ritiro nel 1920. 

### Allenatore
Nel 1919, mentre era ancora tesserato come giocatore dall'Arsenal, viene nominato tecnico del Southend United. Dopo appena un anno ottiene la guida tecnica del QPR, con cui trascorse le successive quattro stagioni. Nel 1929 si siede sulla panchina del Fulham, rimanendoci per due anni. Nel 1936 diventa il nuovo allenatore del Luton Town. Dopo due annate in carica, decide di ritirarsi definitivamente dalle attività calcistiche.